# Palma el Viejo
Jacopo Negretti, también llamado Jacopo Nigretti y apodado Palma el Viejo (Serina, 1480 - Venecia, 1528) fue un pintor italiano de la Escuela veneciana nacido en Serina Alta, cerca de Bérgamo. Se le llamó Palma el Viejo para distinguirlo de su sobrino, Palma el Joven. El pintor y biógrafo Giorgio Vasari lo llamaba sencillamente Il Palma.
Cuando Palma llegó a Venecia al principio del siglo XVI, fue compañero y rival de Lorenzo Lotto, y alumno de Tiziano. Los primeros trabajos de Palma están influenciados por Andrea Previtali y hay críticos que afirman no ser tan importante la atribuida a Gentile Bellini. Su estilo, marcado por los estudios de Giorgione y Tiziano, lo sitúan con claridad en la cúspide de los pintores venecianos considerados de segunda fila detrás de los grandes maestros.

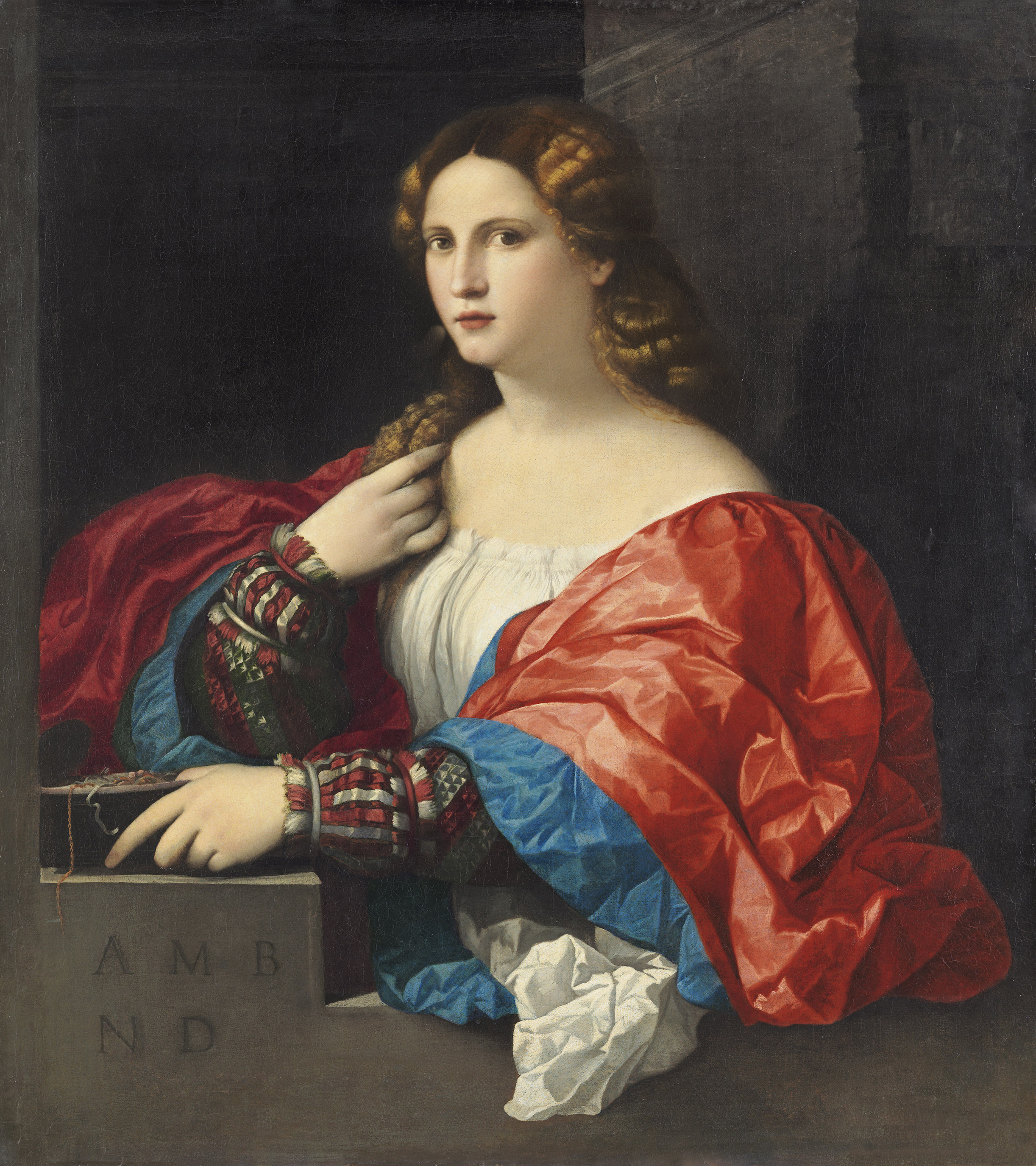
La bella, cuadro de Palma el Viejo (Museo Thyssen-Bornemisza).

Los trabajos de Palma demuestran una superior riqueza de colores, aunque no sobresalió por su inventiva y le faltó un dibujo y unas pinceladas vigorosas.

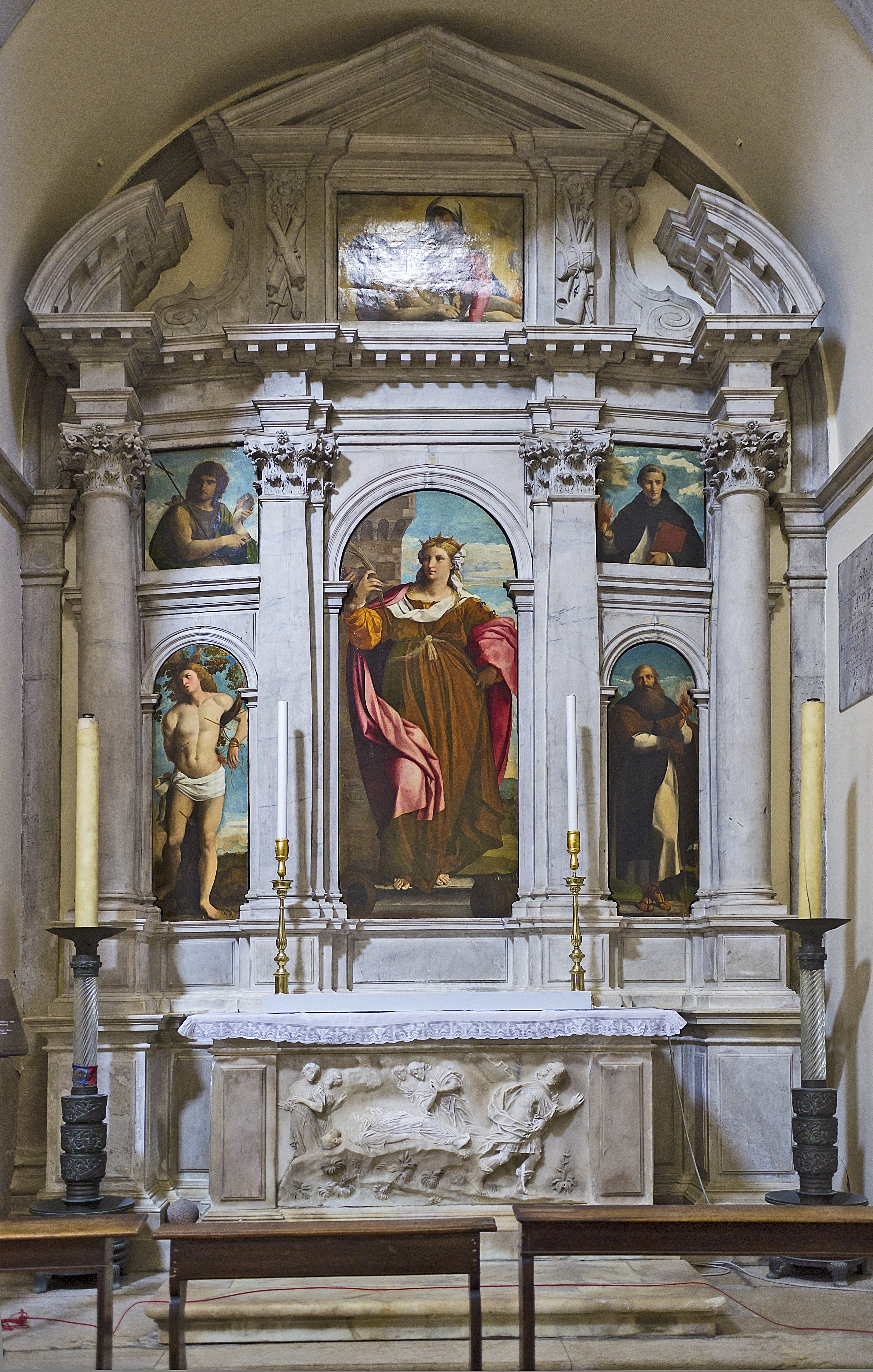
Políptico dedicado a Santa Bárbara Santa María Formosa

Sus pinturas, a menudo, según su parecer, tenían las facciones de su hija Violante, de quien Tiziano dijo haberse enamorado. Entre las más afamadas obras de Palma se encuentra una composición de seis pinturas en la iglesia veneciana de Santa María Formosa, con santa Bárbara en el centro, bajo la imagen de Cristo, y de derecha a izquierda Domingo de Guzmán, San Sebastián, Juan el Bautista y San Antonio. Una segunda gran obra se encuentra en Dresde, que representa tres hermanas sentadas al aire libre; son habitualmente llamadas Las Tres Gracias. 

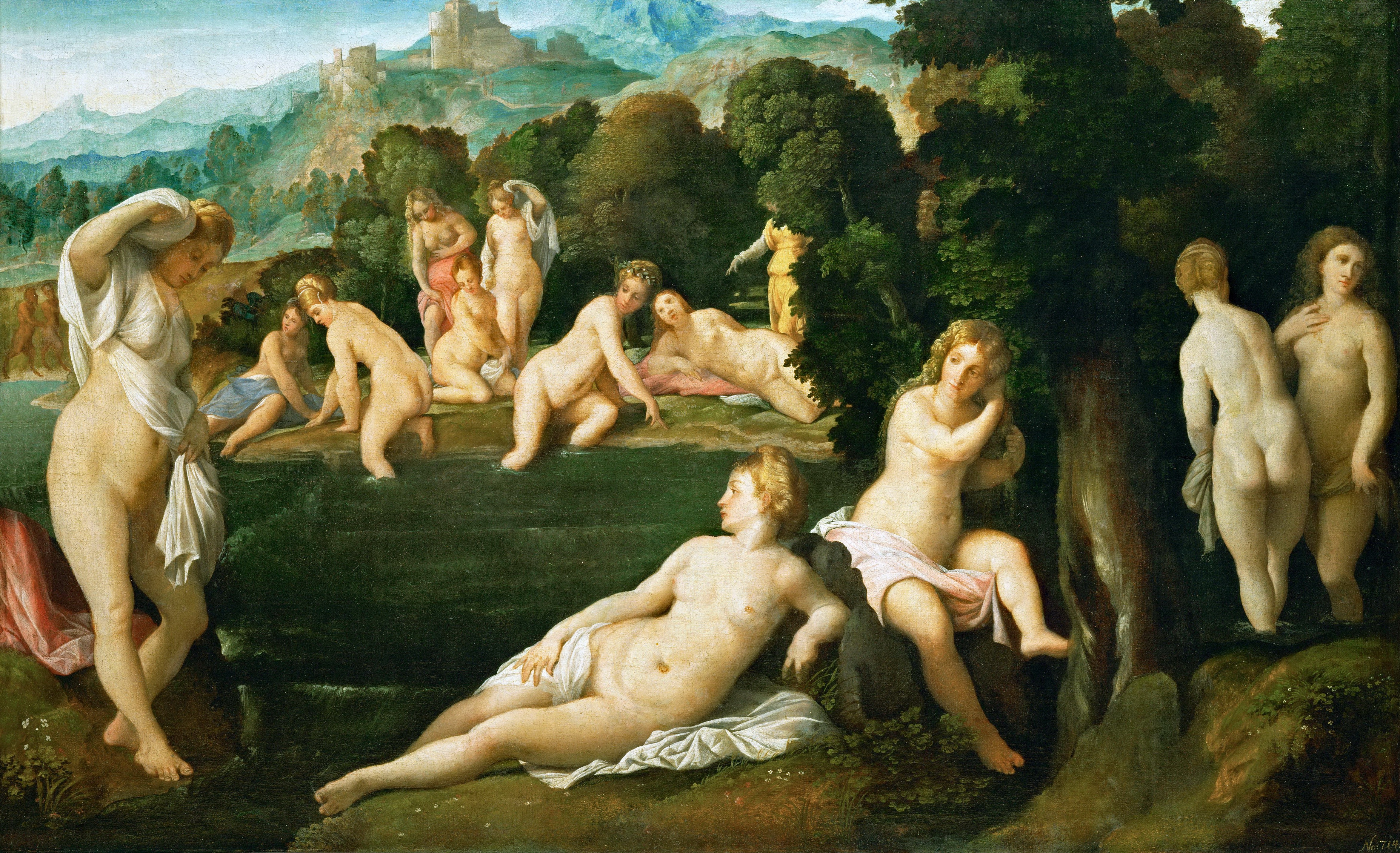
Diana descubre el desliz de Calisto, hacia 1525, óleo sobre lienzo sobre madera, 77,5 x 124 cm, Museo de Historia del Arte de Viena.

En 1900 se descubrió en Venecia un retrato que se atribuyó a Palma y que, probablemente, representa a su hija Violante. Otras obras significativas son una Última Cena, en Santa María Mater Domini; una Madonna en la Iglesia de San Estéfano de Vicenza; la Epifanía, en la Pinacoteca de Brera en Milán y la Sagrada Familia con un joven pastor (Museo del Louvre, París).

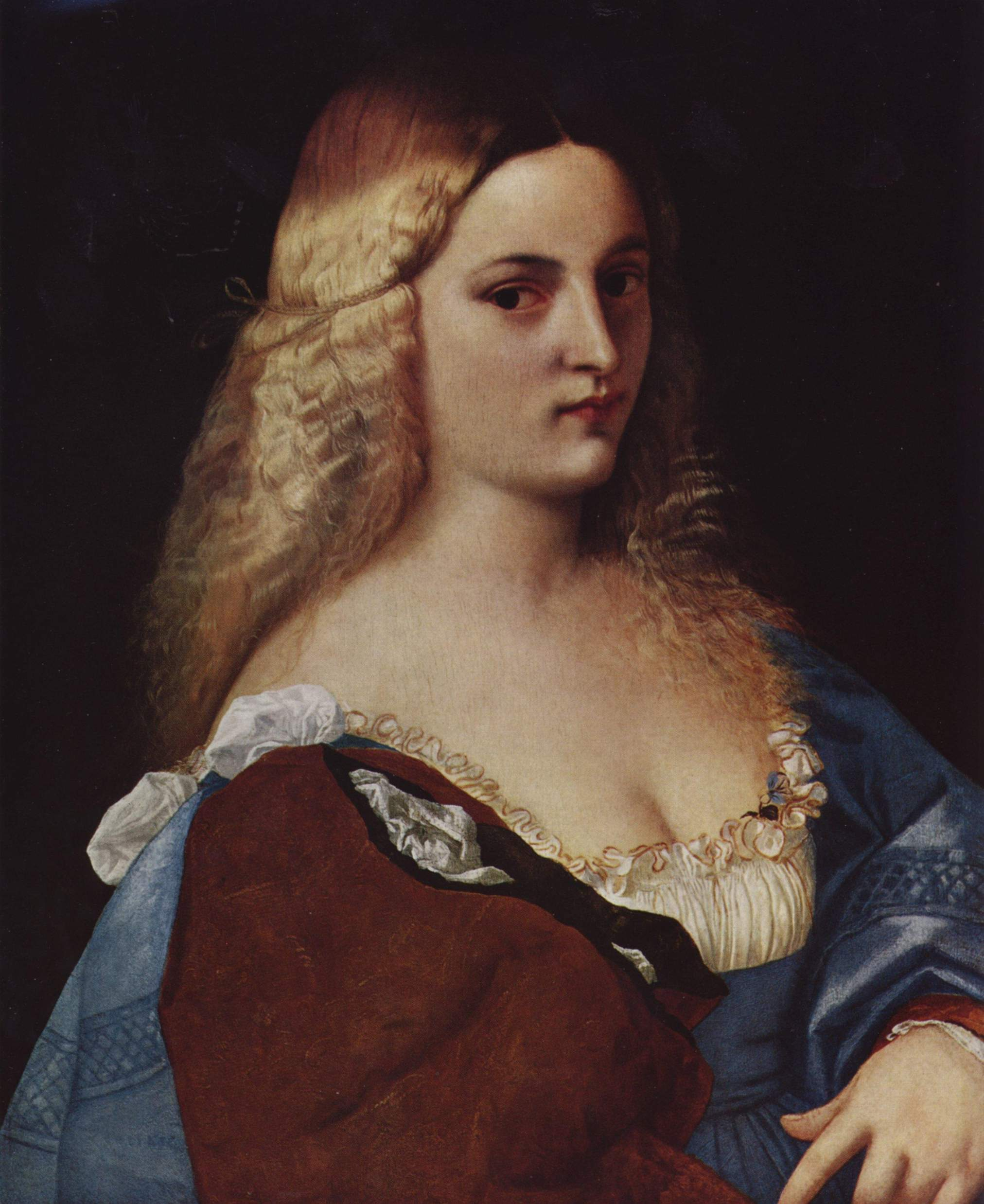
Violante, la hija de Palma el Viejo, en un cuadro atribuido a él (h. 1520). Descubierto en Venecia en 1900. Se encuentra en el Kunsthistorisches Museum, Viena.

Su presencia en España es reducida, apenas dos obras seguras, aunque ambas son excepcionales: La bella y Sagrada Familia con santos, ambas en el Museo Thyssen-Bornemisza de Madrid. Un Retrato de hombre joven del madrileño Palacio de Liria es considerado por el experto Fernando Checa como autógrafo e importante. Por el contrario, una obra que se le atribuía en el Museo del Prado se asigna actualmente a Bonifazio Veronese (Bonifazio de'Pitati).

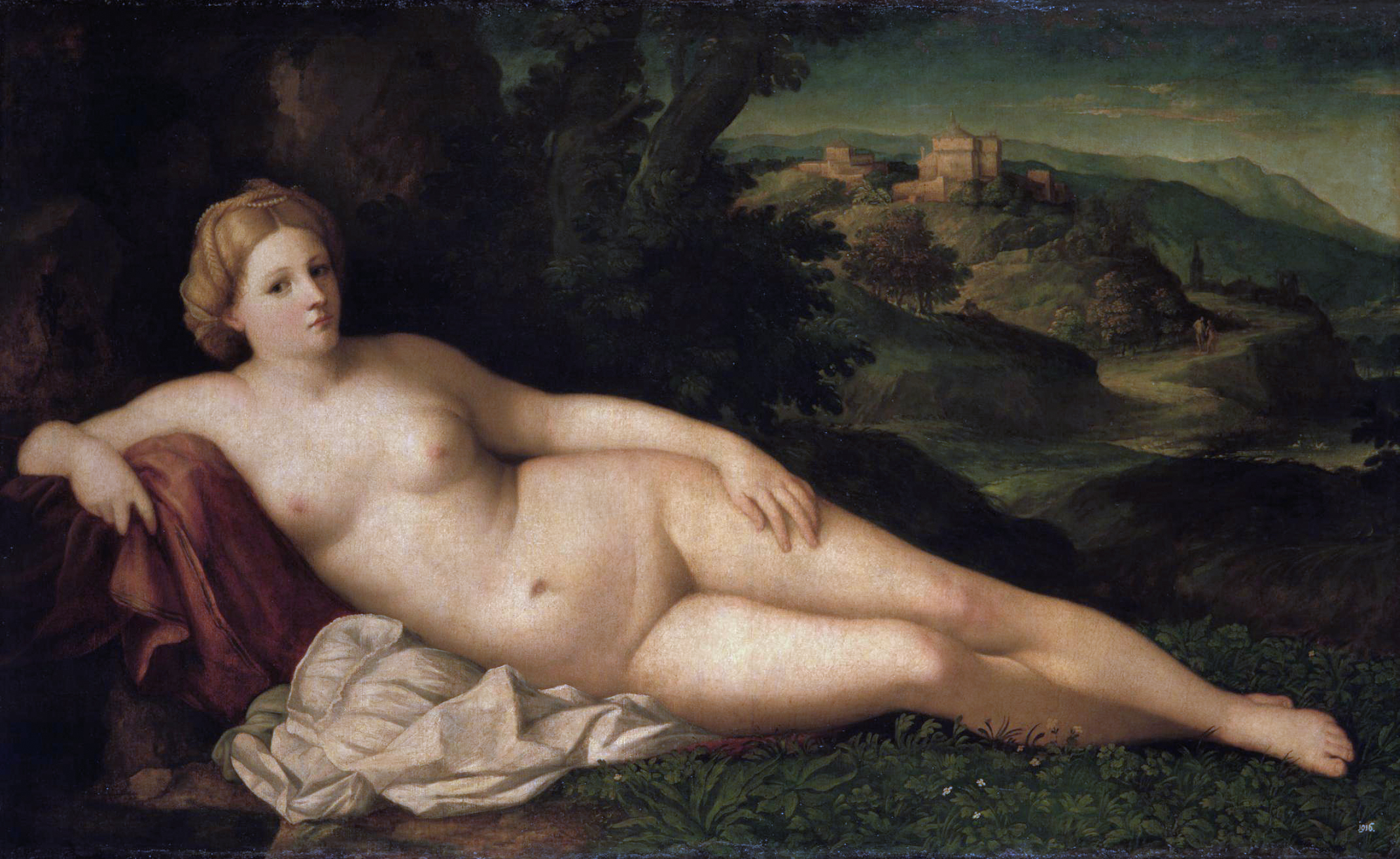
Ninfa en un paisaje (1518), Galería de Pinturas de los Maestros Antiguos, Dresde, Alemania.